# Rosenberg (Isen)
Rosenberg ist ein Gemeindeteil des Marktes Isen im oberbayrischen Landkreis Erding.

## Geographie
Das Dorf liegt am Westrand von Isen. Rosenberg ist über die Erdinger Straße (St 2332) an das deutsche Straßennetz angeschlossen. Am Ostrand von Rosenberg befindet sich der Obermühlbach.

## Geschichte
Im Ort bestand der Sitz Rosenberg, für den die Götzengrien 1611 die Edelmannsfreiheit erlangten. Bereits 1621 gelangte der Sitz in Besitz der Freisinger Bischöfe und deren Herrschaft Burgrain. Das Dorf hatte im Jahr 1739 4 Anwesen und gehörte zur Obmannschaft Westach in der Herrschaft Burgrain des Hochstifts Freising. Durch die Säkularisation in Bayern gelangte die Herrschaft Burgrain in den Besitz Kurpfalz-Bayerns (ab 1806 Königreich Bayern). Mit der Obmannschaft und weiteren Gebieten wurde die Gemeinde Westach mit dem bayerischen Gemeindeedikt 1818 gegründet. Mit ihr kam Rosenberg im Vorfeld der bayerischen Gebietsreform von 1972 und der Gemeinde Schnaupping am 1. April 1971 an den Markt Isen.

## Bildergalerie

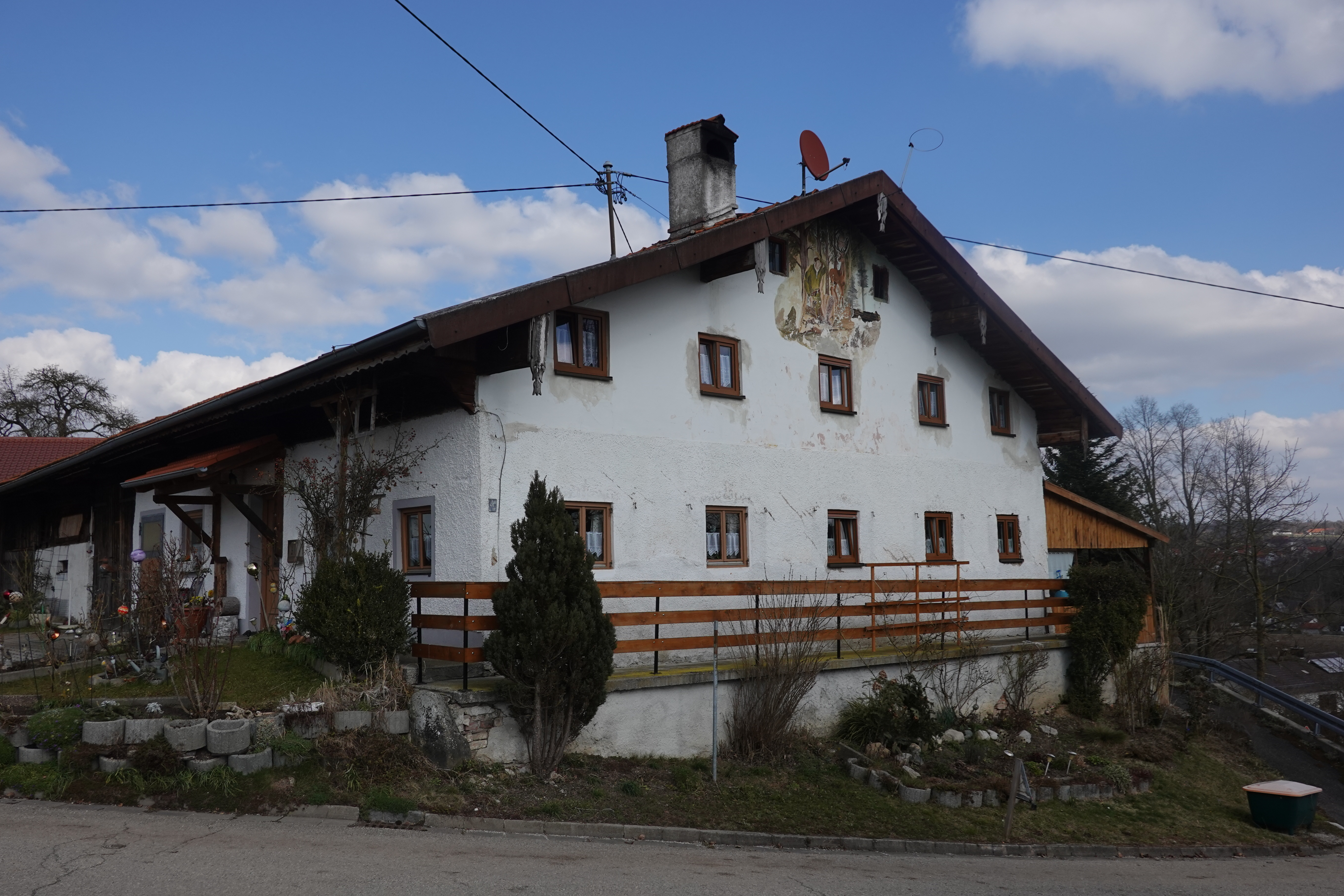
Ehemaliger Hakenhof (2022)
Hakenhof (2023)
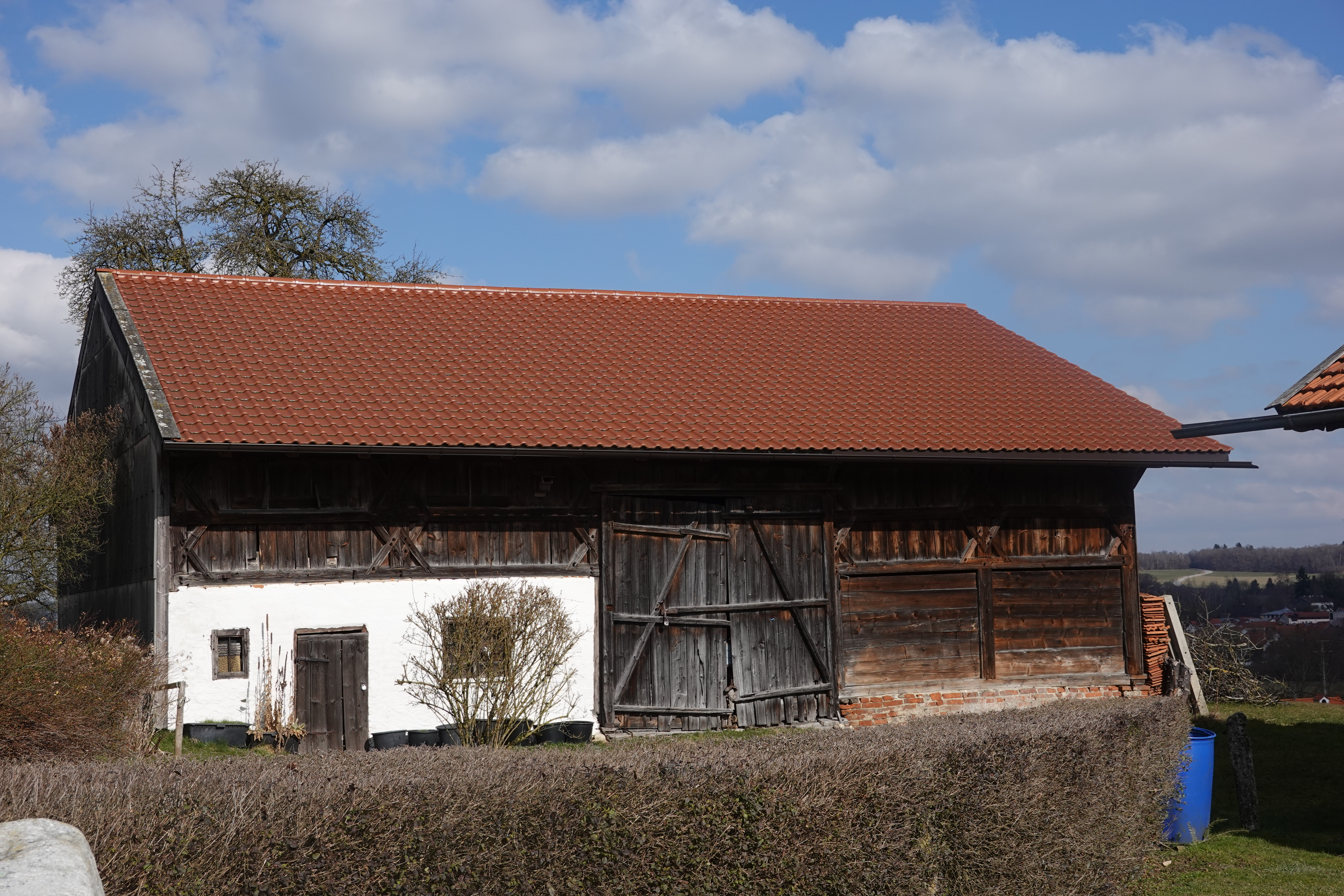
Stadel des Zweifirsthofes (2022)

## Baudenkmäler
siehe Liste der Baudenkmäler in Rosenberg